# District de Tchien
Le district de Tchien est une subdivision du comté de Grand Gedeh au Liberia. 
Les autres districts du comté de Grand Gedeh sont :
- Le district de Gbarzon
- Le district de Konobo